# 作用量
在物理學裏，作用量（英语：action）是一個很特別、很抽象的物理量。它表示著一個動力物理系統內在的演化趨向。雖然與微分方程式方法大不相同，作用量也可以被用來分析物理系統的運動，所得到的答案是相同的。只需要設定系統在兩個點的狀態，初始狀態與最終狀態，然後，經過求解作用量的平穩值，就可以得到系統在兩個點之間每個點的狀態。

## 歷史
皮埃爾·德·費馬於1662年發表了費馬原理。這原理闡明：光傳播的正確路徑，所需的時間必定是極值。這原理在物理學界造成了很大的震撼。不同於牛頓運動定律的機械性，現今，一個物理系統的運動擁有了展望與目標。
戈特弗里德·萊布尼茨不同意費馬的理論。他認為光應該選擇最容易傳播的路徑。他於1682年發表了他的理論：光傳播的正確路徑應該是阻礙最小的路徑；更精確地說，阻礙與徑長的乘積是最小值的路徑。這理論有一個難題，如果要符合實驗的結果，玻璃的阻礙必須小於空氣的阻礙；但是，玻璃的密度大於空氣，應該玻璃的阻礙會大於空氣的阻礙。萊布尼茨為此提供了一個令人百思的辯解。較大的阻礙使得光較不容易擴散；因此，光被約束在一個很窄的路徑內。假若，河道變窄，水的流速會增加；同樣地，光的路徑變窄，所以光的速度變快了。
1744年，皮埃爾·莫佩爾蒂在一篇論文《The agreement between the different laws of Nature that had, until now,seemed incompatiable》中，發表了最小作用量原理：光選擇的傳播路徑，作用量最小。他定義作用量為移動速度與移動距離的乘積。用這原理，他證明了費馬原理：光傳播的正確路徑，所需的時間是極值；他也計算出光在反射與同介質傳播時的正確路徑。1747年，莫佩爾蒂在另一篇論文《On the laws of motion and of rest》中，應用這原理於碰撞，正確地分析了彈性碰撞與非弹性碰撞；這兩種碰撞不再需要用不同的理論來解釋。
萊昂哈德·歐拉在同年發表了一篇論文《Method for finding curves having a minimal or maximal property or solutions to isoperimetric problems in the broadest accepted sense》  ；其中，他表明物體的運動遵守某種物理量極值定律，而這物理量是{\displaystyle \int _{path}\ v^{2}\ dt\,\!}。應用這理論，歐拉成功的計算出，當粒子受到連心力作用時，正確的拋射體運動。
在此以後，許多物理學家，包括約瑟夫·拉格朗日、威廉·哈密頓、理查德·費曼等等，對於作用量都有很不同的見解。這些見解對於物理學的發展貢獻甚多。

## 概念
微分方程式時常被用來表述物理定律。微分方程式指定出，隨著極小的時間、位置、或其他變數的變化，一個物理變數如何改變。總合這些極小的改變，再加上這物理變數在某些點的已知數值或已知導數值，就能求得物理變數在任何點的數值。
作用量方法是一種全然不同的方法，它能夠描述物理系統的運動，而且只需要設定物理變數在兩點的數值，稱為初始值與最終值。經過作用量平穩的演算，可以得到，此變數在這兩點之間任何點的數值。而且，作用量方法與微分方程式方法所得到的答案完全相同。
哈密頓原理闡明了這兩種方法在物理學價位的等價：描述物理系統運動的微分方程式，也可以用一個等價的積分方程式來描述。無論是關於經典力學中的一個單獨粒子、關於經典場像電磁場或重力場，這描述都是正確的。更加地，哈密頓原理已經延伸至量子力學與量子場論了。
用變分法數學語言來描述，求解一個物理系統作用量的平穩值（通常是最小值），可以得到這系統隨時間的演化（就是說，系統怎樣從一個狀態演化到另外一個狀態）。更廣義地，系統的正確演化對於任何微擾必須是平穩的。這要求導致出描述正確演化的微分方程式。

## 作用量形式
在經典物理裏，作用量這術語至少有七種不同的意義。每一種不同的意義有它不同的表達形式。

### 作用量（泛函）
最常見的作用量是一個泛函{\displaystyle {\mathcal {S}}\,\!}，輸入是參數為時間與空間的函數，輸出是一個純量。在經典力學裏，輸入函數是物理系統在兩個時間點{\displaystyle t_{1}\,\!}，{\displaystyle t_{2}\,\!}之間廣義座標{\displaystyle \mathbf {q} (t)\,\!}的演變。
作用量{\displaystyle {\mathcal {S}}\,\!}定義為，在兩個時間點之間，系統的拉格朗日量{\displaystyle L\,\!}對於時間的積分：
{\displaystyle {\mathcal {S}}[\mathbf {q} (t)]=\int _{t_{1}}^{t_{2}}L[\mathbf {q} ,\ {\dot {\mathbf {q} }},\ t]\,\mathrm {d} t\,\!}。
根據哈密頓原理，正確的演化{\displaystyle \mathbf {q} _{\mathrm {true} }(t)\,\!}要求平穩的作用量{\displaystyle {\mathcal {S}}\,\!}（最小值、最大值、鞍值）。經過運算，結果就是拉格朗日方程式。

### 簡略作用量（泛函）
簡略作用量也是一個泛函，通常標記為{\displaystyle {\mathcal {S}}_{0}\,\!}。這裏，輸入函數是物理系統移動的一條路徑，完全不考慮時間參數。舉例而言，一個行星軌道的路徑是個橢圓，一個粒子在均勻重力場的路徑是拋物線；在這兩種狀況，路徑都跟粒子的移動速度無關。簡略作用量{\displaystyle {\mathcal {S}}_{0}\,\!}定義為廣義動量{\displaystyle \mathbf {p} \,\!}沿著路徑的積分：
{\displaystyle {\mathcal {S}}_{0}=\int \mathbf {p} \,\mathrm {d} \mathbf {q} \,\!}；
其中，{\displaystyle \mathbf {q} \,\!}是廣義座標．根據莫佩爾蒂原理，正確路徑的簡略作用量{\displaystyle {\mathcal {S}}_{0}\,\!}是平穩的。

### 哈密頓主函數
主條目：哈密頓主函數。
哈密頓主函數是由哈密頓-雅可比方程式定義的。哈密頓-雅可比方程式是經典力學的另一種表述。哈密頓主函數{\displaystyle S\,\!}與泛涵{\displaystyle {\mathcal {S}}\,\!}有密切的關係。固定住初始時間{\displaystyle t_{1}\,\!}和其對應的座標點{\displaystyle \mathbf {q} _{1}\,\!}；而准許時間上限{\displaystyle t_{2}\,\!}和其對應的座標點{\displaystyle \mathbf {q} _{2}\,\!}的改變。取{\displaystyle t_{2}\,\!}和{\displaystyle \mathbf {q} _{2}\,\!}為函數{\displaystyle S\,\!}的參數。換句話說，作用量函數{\displaystyle S\,\!}是拉格朗日量對於時間的不定積分：
{\displaystyle S(\mathbf {q} ,\ \mathbf {P} ,\ t)=\int L[\mathbf {q} ,\ {\dot {\mathbf {q} }},\ t]\,\mathrm {d} t\,\!}。
更加地，可以證明{\displaystyle \mathbf {P} \,\!}是某常數向量{\displaystyle \mathbf {a} \,\!}。所以，
{\displaystyle S(\mathbf {q} ,\ \mathbf {P} ,\ t)=S(\mathbf {q} ,\ \mathbf {a} ,\ t)\,\!}。

### 哈密頓特徵函數
主條目：哈密頓特徵函數。
假若，哈密頓量{\displaystyle H\,\!}是守恆的；
{\displaystyle H=\alpha \,\!}；
其中，{\displaystyle \alpha \,\!}是常數。
設定哈密頓特徵函數{\displaystyle W\,\!}為
{\displaystyle W(\mathbf {q} ,\ \mathbf {a} )=S(\mathbf {q} ,\ \mathbf {a} ,\ t)-\alpha t\,\!}。
則哈密頓特徵函數{\displaystyle W\,\!}是一個作用量。
更加地，
{\displaystyle {\frac {dW}{dt}}={\frac {\partial W}{\partial \mathbf {q} }}{\dot {\mathbf {q} }}=\mathbf {p} {\dot {\mathbf {q} }}\,\!}。
對於時間積分：
{\displaystyle W(\mathbf {q} ,\ \mathbf {a} )=\int \mathbf {p} {\dot {\mathbf {q} }}dt=\int \mathbf {p} \,d\mathbf {q} \,\!}。
這正是簡略作用量的方程式。

### 哈密頓-雅可比方程的其他解
主條目：哈密頓-雅可比方程式。
哈密頓-雅可比方程式是經典力學的一種表述。假若，哈密頓-雅可比方程式是完全可分的；則哈密頓主函數{\displaystyle S(\mathbf {q} ,\ \mathbf {P} ,\ t)\,\!}分出的每一個項目{\displaystyle S_{k}(q_{k},\ \mathbf {P} ,\ t)\,\!}也稱為"作用量"。

### 作用量-角度座標
主條目：作用量-角度座標。思考一個作用量-角度座標的廣義動量變數{\displaystyle J_{k}\,\!}，定義為在相空間內，關於轉動運動或振蕩運動，廣義動量的閉路徑積分：
{\displaystyle J_{k}=\oint p_{k}\mathrm {d} q_{k}\,\!}。
這變數{\displaystyle J_{k}\,\!}稱為廣義座標{\displaystyle q_{k}\,\!}的作用量；相應的正則座標是角度{\displaystyle w_{k}\,\!}。不同於前面簡略作用量泛函地用點積來積分向量；這裏，只有一個純量變數{\displaystyle q_{k}\,\!}被用來積分。作用量{\displaystyle J_{k}\,\!}等於，隨著{\displaystyle q_{k}\,\!}沿著閉路徑，{\displaystyle S_{k}(q_{k})\,\!}的改變。應用於幾個有趣的物理系統，{\displaystyle J_{k}\,\!}或者是常數，或者改變非常地慢。因此，{\displaystyle J_{k}\,\!}時常應用於微擾理論與緩漸不變量的研究。

### 哈密頓流作用量
參閱重言1形式。

## 數學導引
哈密頓原理闡明，如果一個物理系統在兩個時間點{\displaystyle t_{1}\,\!}、{\displaystyle t_{2}\,\!}的運動是正確運動，則作用量泛函{\displaystyle {\mathcal {S}}\,\!}的一次變分{\displaystyle \delta {\mathcal {S}}\,\!}為零。用數學方程式表示，定義作用量為 
{\displaystyle {\mathcal {S}}\ {\stackrel {\mathrm {def} }{=}}\ \int _{t_{1}}^{t_{2}}L(\mathbf {q} ,\ {\dot {\mathbf {q} }},\ t)\,dt\,\!}。
其中，{\displaystyle L(\mathbf {q} ,\ {\dot {\mathbf {q} }},\ t)\,\!}是系統的拉格朗日函數，廣義座標{\displaystyle \mathbf {q} =\left(q_{1},\ q_{2},\ \ldots ,\ q_{N}\right)\,\!}是時間的函數。
假若，{\displaystyle \mathbf {q} (t)\,\!}是系統的正確運動，則{\displaystyle \delta {\mathcal {S}}=0\,\!}。
從哈密頓原理可以導引出拉格朗日方程式．假設{\displaystyle \mathbf {q} (t)\,\!}是系統的正確運動，讓{\displaystyle {\boldsymbol {\varepsilon }}(t)\,\!}成為一個微擾{\displaystyle \delta \mathbf {q} \,\!}；微擾在軌道兩個端點的值是零：
{\displaystyle {\boldsymbol {\varepsilon }}(t_{1})={\boldsymbol {\varepsilon }}(t_{2})\ {\stackrel {\mathrm {def} }{=}}\ 0\,\!}。
取至{\displaystyle {\boldsymbol {\varepsilon }}(t)\,\!}的一階微擾，作用量泛函的一次變分為
{\displaystyle \delta {\mathcal {S}}=\int _{t_{1}}^{t_{2}}\;\left[L(\mathbf {q} +{\boldsymbol {\varepsilon }},\ {\dot {\mathbf {q} }}+{\dot {\boldsymbol {\varepsilon }}})-L(\mathbf {q} ,\ {\dot {\mathbf {q} }})\right]dt=\int _{t_{1}}^{t_{2}}\;\left({\boldsymbol {\varepsilon }}\cdot {\frac {\partial L}{\partial \mathbf {q} }}+{\dot {\boldsymbol {\varepsilon }}}\cdot {\frac {\partial L}{\partial {\dot {\mathbf {q} }}}}\right)\,dt\,\!}。
這裏，將拉格朗日量{\displaystyle L\,\!}展開至{\displaystyle {\boldsymbol {\varepsilon }}(t)\,\!}的一階微擾。
應用分部積分法於最右邊項目，
{\displaystyle \delta {\mathcal {S}}=\left[{\boldsymbol {\varepsilon }}\cdot {\frac {\partial L}{\partial {\dot {\mathbf {q} }}}}\right]_{t_{1}}^{t_{2}}+\int _{t_{1}}^{t_{2}}\;\left({\boldsymbol {\varepsilon }}\cdot {\frac {\partial L}{\partial \mathbf {q} }}-{\boldsymbol {\varepsilon }}\cdot {\frac {d}{dt}}{\frac {\partial L}{\partial {\dot {\mathbf {q} }}}}\right)\,dt\,\!}。
邊界條件{\displaystyle {\boldsymbol {\varepsilon }}(t_{1})={\boldsymbol {\varepsilon }}(t_{2})\ {\stackrel {\mathrm {def} }{=}}\ 0\,\!}使第一個項目歸零。所以，
{\displaystyle \delta {\mathcal {S}}=\int _{t_{1}}^{t_{2}}\;{\boldsymbol {\varepsilon }}\cdot \left({\frac {\partial L}{\partial \mathbf {q} }}-{\frac {d}{dt}}{\frac {\partial L}{\partial {\dot {\mathbf {q} }}}}\right)\,dt\,\!}。
要求作用量泛函{\displaystyle {\mathcal {S}}\,\!}平穩。這意味著，對於正確運動的任意微擾{\displaystyle {\boldsymbol {\varepsilon }}(t)\,\!}，一次變分{\displaystyle \delta {\mathcal {S}}\,\!}必須等於零：
{\displaystyle \delta {\mathcal {S}}=\int _{t_{1}}^{t_{2}}\;{\boldsymbol {\varepsilon }}\cdot \left({\frac {\partial L}{\partial \mathbf {q} }}-{\frac {d}{dt}}{\frac {\partial L}{\partial {\dot {\mathbf {q} }}}}\right)\,dt=0\,\!}。
請注意，還沒有對廣義座標{\displaystyle \mathbf {q} (t)\,\!}做任何要求。現在，要求所有的廣義座標都互相無關（完整限制）。這樣，根據變分法基本引理，可以得到拉格朗日方程式：
{\displaystyle {\frac {\partial L}{\partial \mathbf {q} }}-{\frac {d}{dt}}{\frac {\partial L}{\partial {\dot {\mathbf {q} }}}}=\mathbf {0} \,\!}。
在各個物理學領域，拉格朗日方程式都被認為是非常重要的方程式，能夠用來精確地理論分析許多物理系統。
對應於廣義座標{\displaystyle q_{k}\,\!}的廣義動量{\displaystyle p_{k}\,\!}，又稱為共軛動量，定義為
{\displaystyle p_{k}\ {\stackrel {\mathrm {def} }{=}}\ {\frac {\partial L}{\partial {\dot {q}}_{k}}}\,\!}。
假設{\displaystyle L\,\!}不顯性地跟廣義座標{\displaystyle q_{k}\,\!}有關，
{\displaystyle {\frac {\partial L}{\partial q_{k}}}=0\,\!}，
則廣義動量{\displaystyle p_{k}\ {\stackrel {\mathrm {def} }{=}}\ {\frac {\partial L}{\partial {\dot {q}}_{k}}}\,\!}是常數。在此種狀況，座標{\displaystyle q_{k}\,\!}稱為循環座標。舉例而言，如果用極座標系{\displaystyle (r,\ \theta ,\ h)\,\!}來描述一個粒子的平面運動，而{\displaystyle L\,\!}與{\displaystyle \theta \,\!}無關，則廣義動量是守恆的角動量。

## 參閱
- 拉格朗日力學
- 哈密頓力學
- 諾特定理
- 愛因斯坦-希爾伯特作用量
- 最小作用量原理

## 外部連結
- （页面存档备份，存于），Edwin F. Taylor加了註釋的參考書目。
- 最小作用量原理 （页面存档备份，存于）非常好地互動解釋。